# 外海府海岸

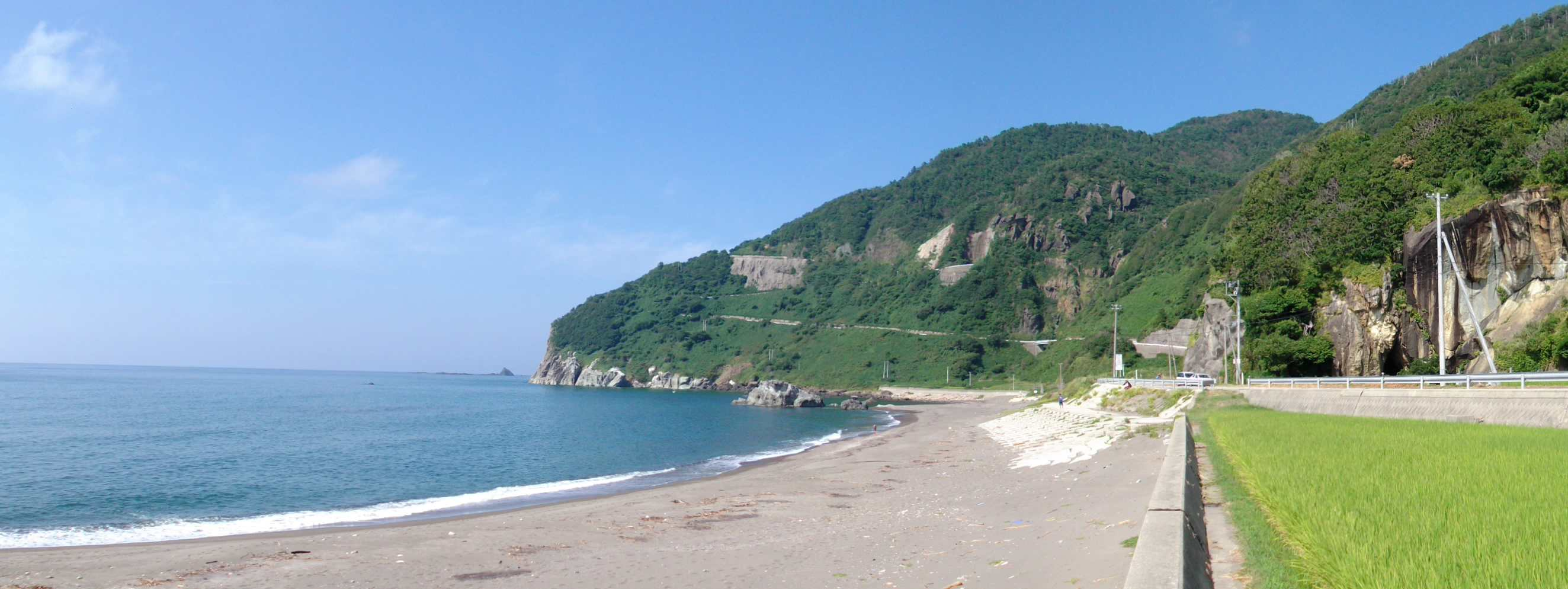
跳坂（通称：Z坂）を望む

外海府海岸（そとかいふかいがん）は、新潟県の佐渡市（佐渡島）の北部に位置する海岸。両津地区の弾崎から相川地区の尖閣湾までの約50キロメートルを指す。海岸段丘が発達しており、一帯には奇岩、奇勝が連続する。佐渡弥彦米山国定公園の代表的な景勝地の一つで、佐渡海府海岸として国の名勝にも指定されている。日本の秘境100選に選ばれている。

## 主な景勝地

### 尖閣湾（せんかくわん）

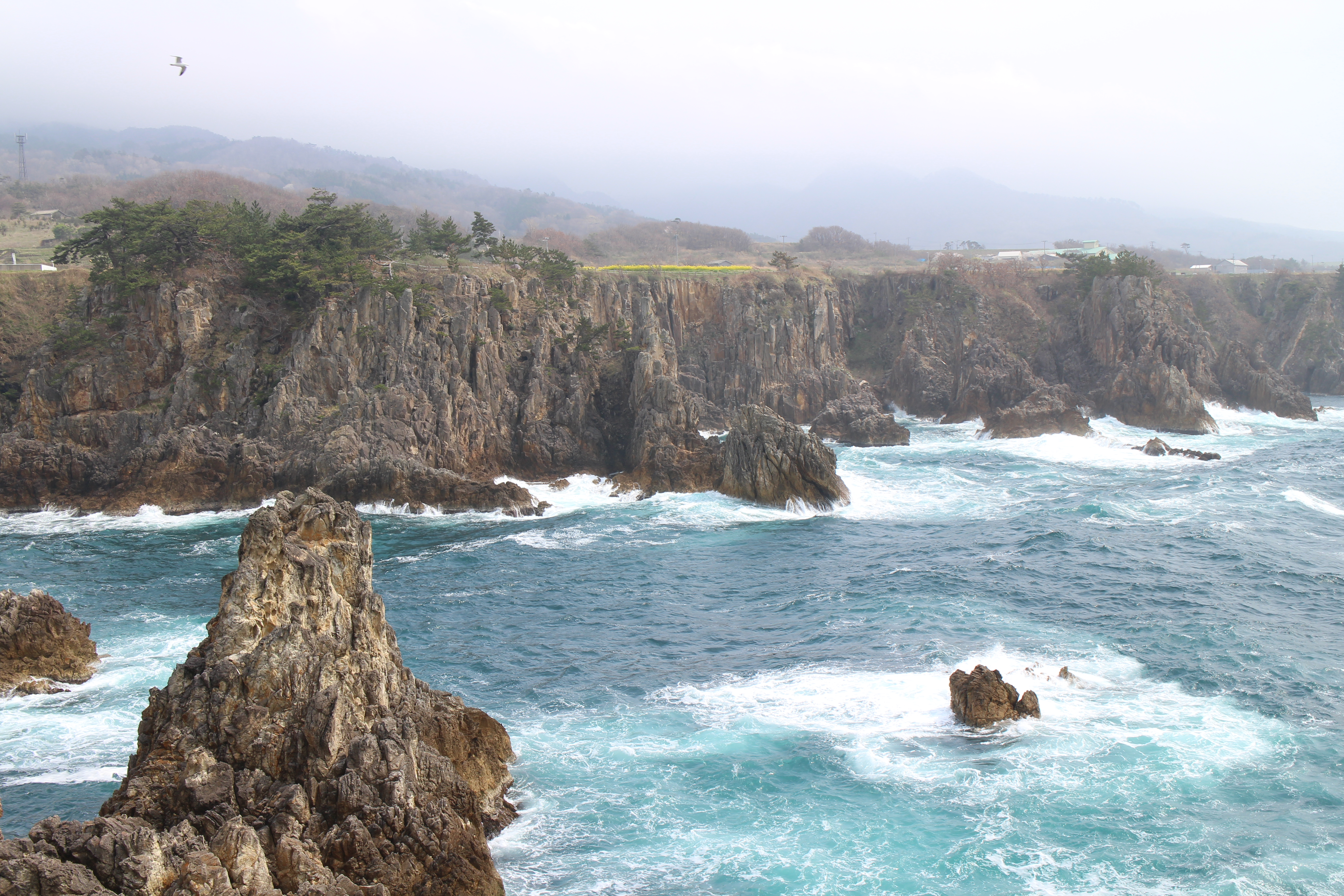
尖閣湾揚島遊園

佐渡市北狄から姫津にかけての約3kmにある5つの小湾の総称。海域公園に指定されている。名称はノルウェーのハルダンゲル・フィヨルドの峡尖美にたとえたもの。断崖絶壁に無数の岩礁が発達。この岩礁は珊瑚礁の名残であり、やや灰白色っぽい。映画『君の名は』の舞台にもなった。湾内は海水の透明度が高く、観光用の海中透視船（グラスボート）が周航している。

### 大ザレの滝（おおざれのたき）

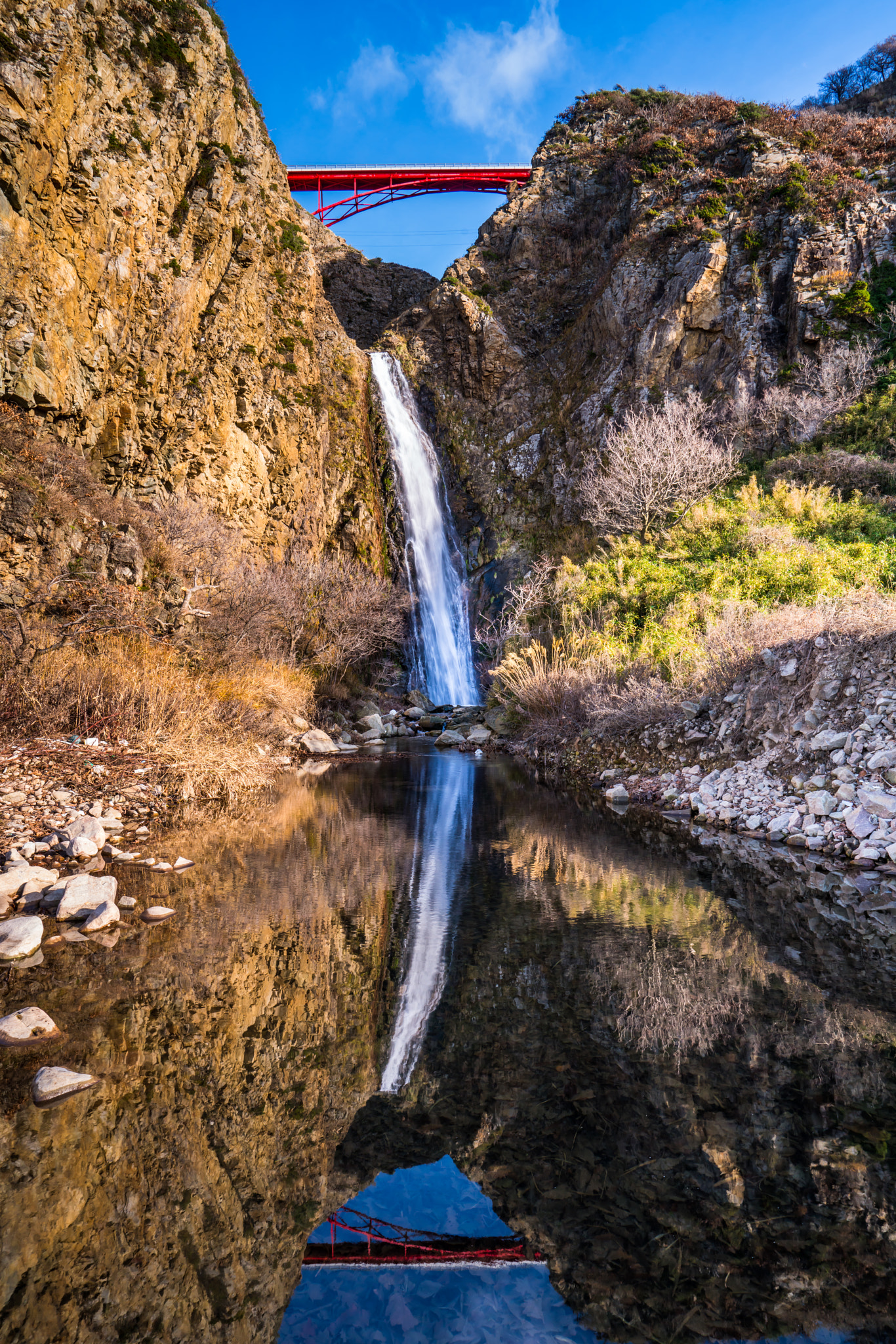
大ザレの滝

大ザレ川の河口に掛かる落差45 mの大滝

### 大野亀（おおのがめ）

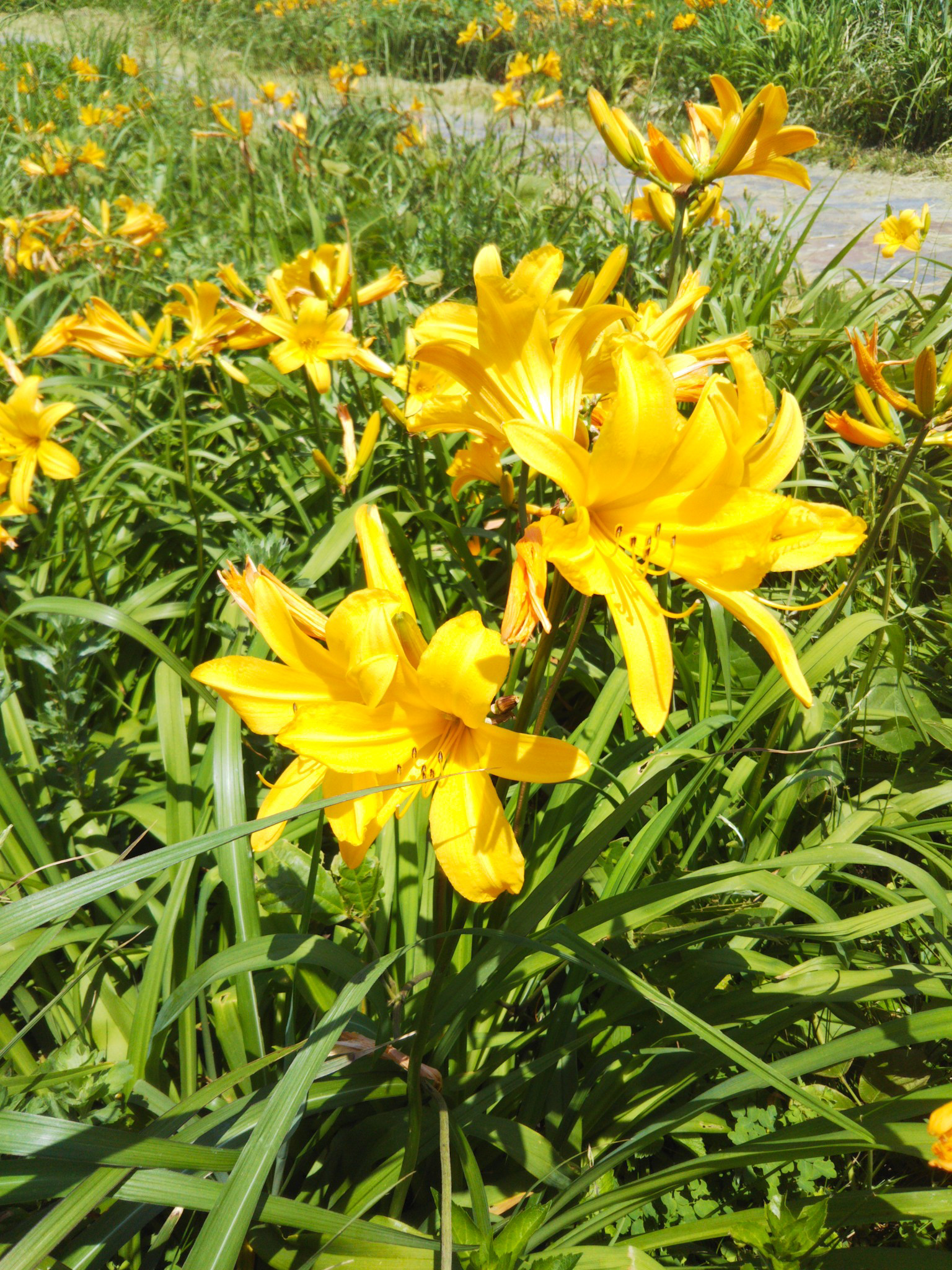
大野亀のトビシマカンゾウ

海に向かって屹立する巨大な一枚岩で、高さは海抜168メートル にも及ぶ。初夏の頃にはトビシマカンゾウが咲き乱れる。

### 二ツ亀（ふたつがめ）

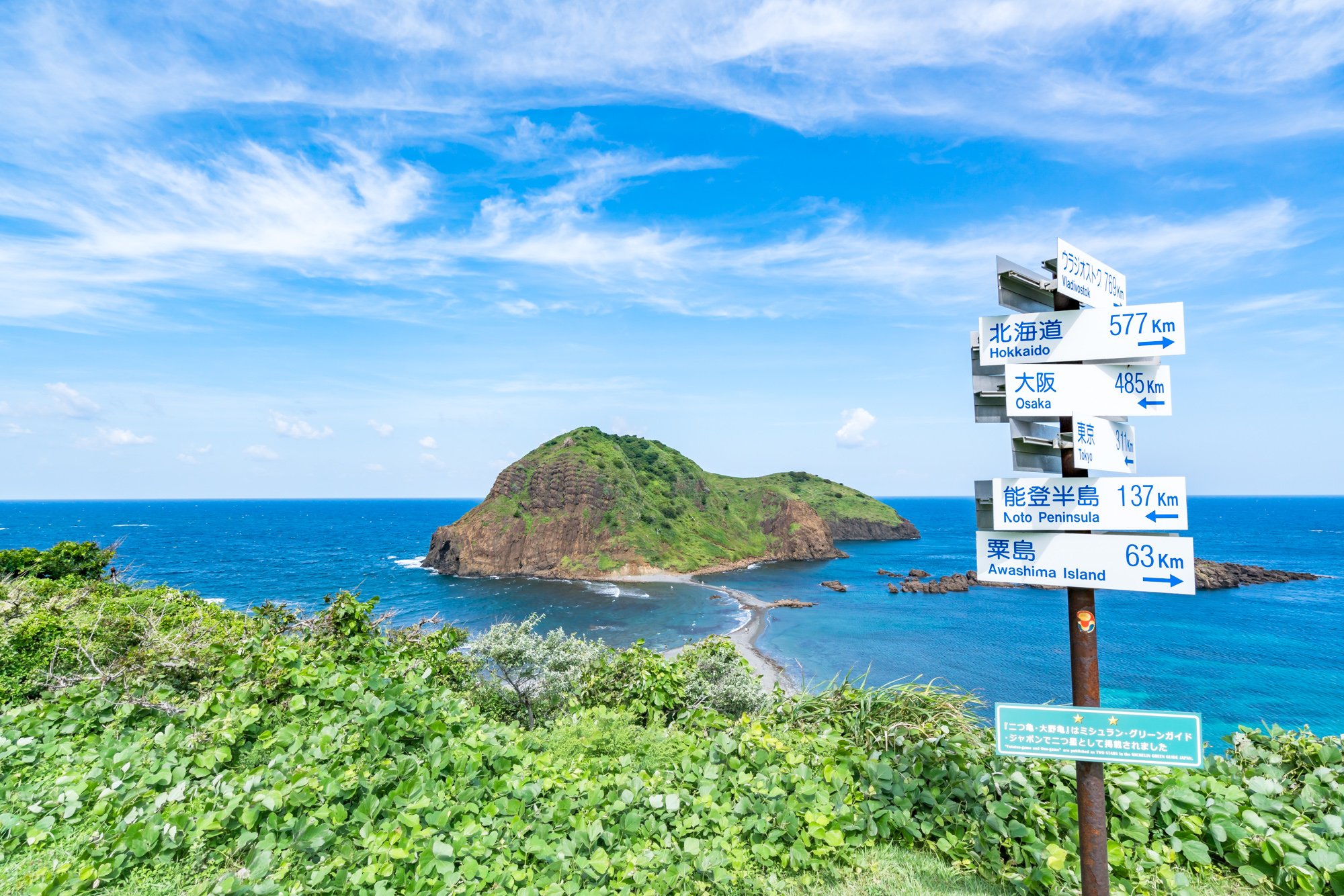
二ツ亀

満潮時には島、干潮時には陸繋島となるタイダル・アイランド。海水浴場となっており、大野亀と合わせて『ミシュラン・グリーンガイド・ジャポン』で二つ星として掲載された。

### 平根崎（ひらねざき）
約500mに及ぶ岩盤斜面に海水の渦紋浸食による無数の甌穴が見られる。日本最大規模の甌穴群で「平根崎の波蝕甌穴群」として国の天然記念物に指定されている。

### 入崎（にゅうざき）
外海府観光の拠点。キャンプ場、芝生、海水浴場が設けられ、レジャー、レクリエーションの拠点となっている。

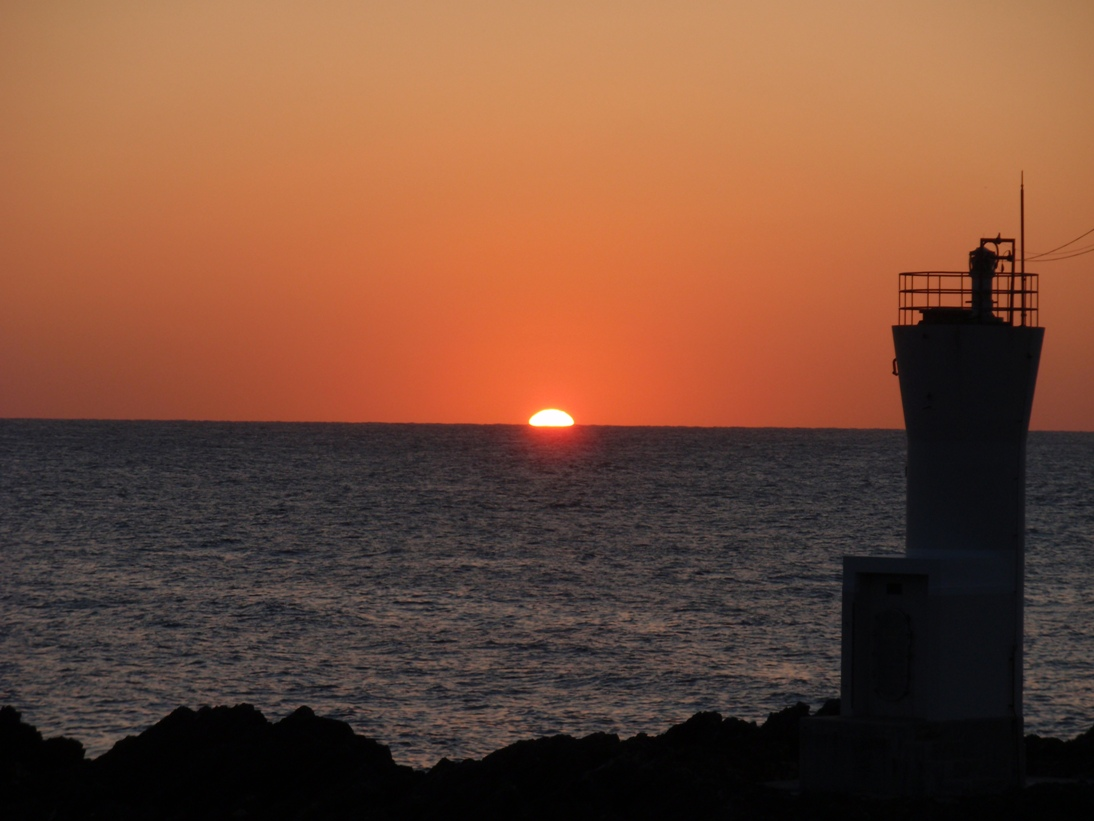
尖閣湾に沈む夕日
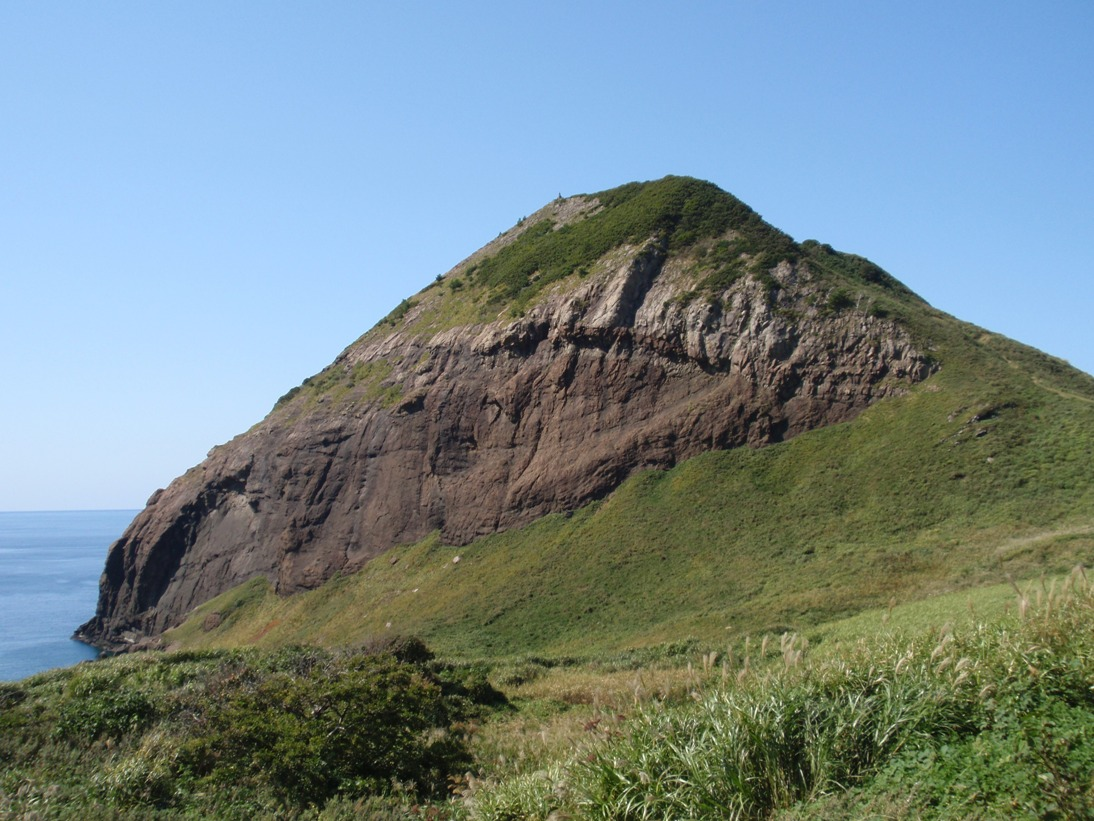
大野亀
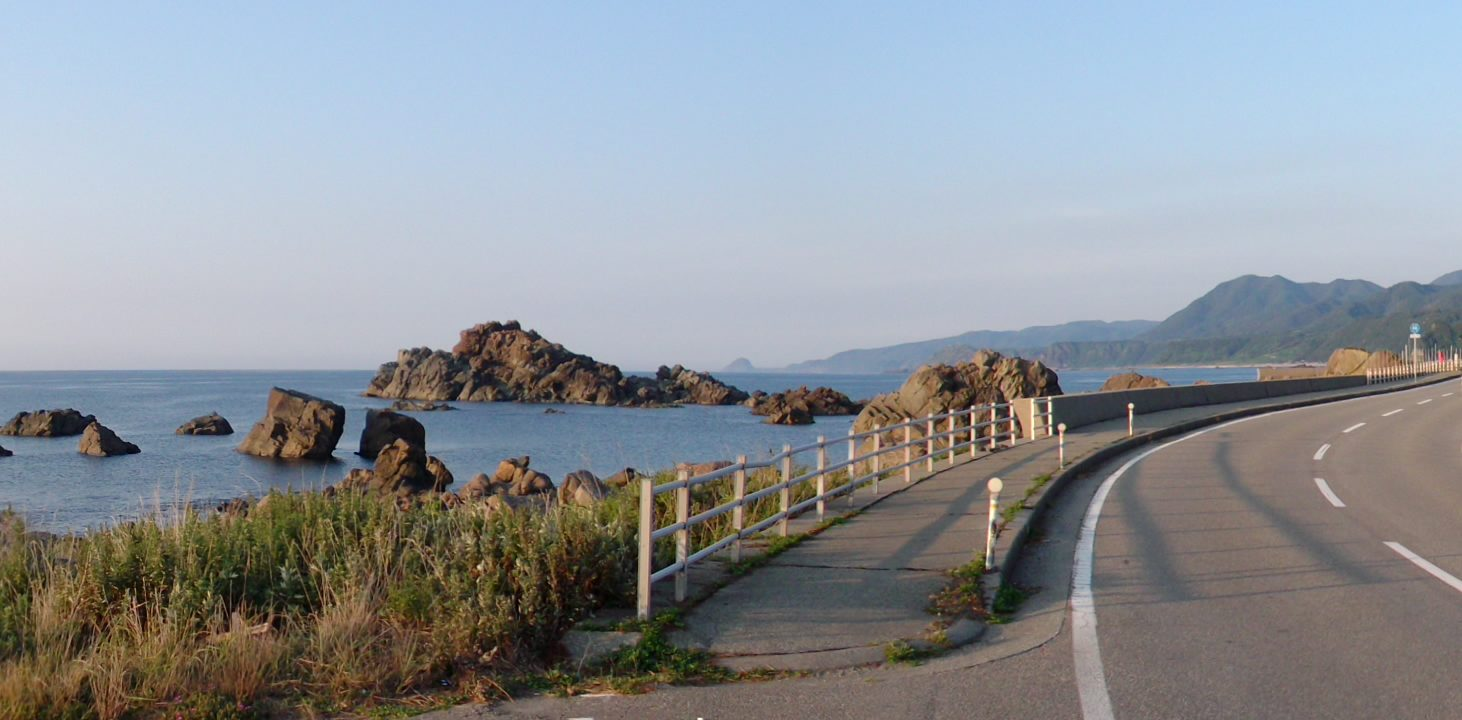
入崎キャンプ場付近から北東を望む

## 交通
土休日は新潟交通佐渡の路線バスが全区間で運行されている（平日は岩谷口～真更川を除く区間で運行）。